# Vin Santo del Chianti
Il Vin Santo del Chianti (o Vinsanto del Chianti) è un vino passito DOC la cui produzione è consentita nelle province di  Arezzo,  Firenze,  Pisa,  Pistoia,  Prato e  Siena.

## Caratteristiche organolettiche

### Vin Santo del Chianti
- colore: dal giallo dorato, all'ambrato intenso[1]
- odore: etereo, intenso, caratteristico
- sapore: armonico, vellutato, secco o con più pronunciata rotondità per i tipi abboccato, amabile, dolce

### Vin Santo del Chianti Occhio di Pernice
- colore: da rosso granato ad aranciato con gli anni
- odore: caldo, intenso
- sapore: amabile o dolce, morbido, vellutato e rotondo

## Storia
La DOC Vin Santo del Chianti è stata istituita nel 1997 come riconoscimento per un vino da sempre prodotto nelle aree del Chianti.
Dato il forte appassimento delle uve (e quindi la maggior concentrazione zuccherina delle stesse) i vinsanti tradizionali raggiungevano gradazioni spesso superiori a quelle consentite per legge per il vino costringendo in teoria i produttori a richiedere autorizzazioni per la produzione ed il commercio di vini liquorosi. Essendo in Toscana il vinsanto una produzione marginale per la maggior parte delle aziende, dette autorizzazioni venivano di rado richieste con conseguente situazione di illegalità diffusa. Con il riconoscimento della DOC il legislatore ha voluto derogare alla norma generale sul titolo alcolometrico massimo dei vini, tanto che a seconda della tipologia e della sottozona il titolo minimo varia tra 15,5% e 17,0%, dando quindi la possibilità ai produttori di rientrare nella legalità senza snaturare un prodotto tipico.

### Produzione tradizionale
Tradizionalmente il Vinsanto veniva prodotto raccogliendo i migliori grappoli (vendemmia "per scelti") e quindi appassendoli in modo deciso coricandoli su stuoie o appendendoli a ganci (tradizionalmente le uve venivano stuoiate o appese in periodi di luna calante, o dura, con la convinzione di evitare così che marcissero). Ad appassimento avvenuto le uve venivano pigiate ed il mosto (con o senza vinacce dipendendo dalla tradizione seguita) veniva trasferito in caratelli di legni vari e di dimensione variabile (in genere tra 15 e 50 litri) da cui era stato appena tolto il vinsanto della produzione precedente. Durante questa operazione si prendeva cura che la feccia della passata produzione non uscisse dal caratello in quanto la si credeva responsabile della buona riuscita del vinsanto stesso, tanto da chiamarla madre del vinsanto. I caratelli erano sigillati ed in genere dislocati nella soffitta delle villa padronale o comunque in un sottotetto in quanto si riteneva che le forti escursioni termiche estate-inverno giovassero alla fermentazione e/o ai sentori del vino. Generalmente si riteneva che tre anni di fermentazione/invecchiamento fossero sufficienti per la produzione di un buon vinsanto.

### Difficoltà fermentative
Il mosto del Vin Santo a causa del forte appassimento delle uve ha una concentrazione zuccherina molto alta che poi si rispecchia in un tenore alcolico altrettanto alto, fino a oltre il 19% nei vini secchi. Tradizionalmente in Toscana (e in moltissime altre regioni vinicole) non si usava il lievito per produrre il vino. In realtà si utilizzavano inconsapevolmente quei lieviti cosiddetti selvaggi che si trovano sulla pruina e generalmente sugli attrezzi di cantina, nell'aria ecc. Questi lieviti appartenenti a varie famiglie e provenienti dai più diversi mondi (dipendendo dalla zona: panificazione, industria della birra, altri viticoltori, presenza naturale etc.) difficilmente riescono a sopravvivere in ambiente con un titolo alcolometrico maggiore del 13%. La fermentazione completa o quasi completa del mosto del Vin Santo risultava quindi cosa non automatica. Per ovviare a questo nei tempi passati si poneva a fermentare il mosto in diversi recipienti piccoli (i caratelli) nella speranza che almeno uno venisse attaccato da un lievito capace di tollerare le alte concentrazioni alcoliche. Quando questo succedeva, si conservava gelosamente la feccia di quel caratello, che veniva divisa negli altri caratelli per stimolare la fermentazione dei nuovi mosti e poi più volte riusata nel corso degli anni, chiamandola appunto madre. In effetti la feccia contiene anche lieviti, così come rimangono lieviti nel legno del caratello, che infatti non veniva mai lavato e veniva riusato innumerevoli volte

### Produzione moderna
Il sistema di produzione tradizionale era dovuto a fattori tecnici: le difficoltà fermentative di un mosto con alta concentrazione zuccherina. La soluzione per questa difficoltà, la mancanza di igiene del recipiente e l'uso della feccia della produzione precedente andata a buon fine, pur essendo efficace trasmette al vino alcuni sentori tipici talvolta apprezzati dai consumatori e talvolta no. Nella cosiddetta madre inoltre si concentrano anche molte sostanze che dovrebbero essere estranee al vino.
Nella produzione moderna, quindi, si tende ad usare esclusivamente contenitori in legno nuovo o relativamente nuovo e ad innescare la fermentazione con l'inoculo di lieviti selezionati adatti alle alte concentrazioni zuccherine. Si tende, inoltre, ad avere per il Vin Santo le stesse regole igienico/sanitarie che si hanno per tutti gli altri vini e alimenti. Moltissimi produttori, comunque, aggiungono una minima quantità di madre per ricreare lo spettro dei sentori tradizionali.

## Disciplinare
Il Vin Santo del Chianti DOC è un vino prodotto in tutta l'area di produzione del Chianti. Come il Chianti, anche il Vin Santo del Chianti può indicare in etichetta la sottozona di provenienza, cioè:
- Classico[4]
- Colli Aretini
- Colli Fiorentini
- Colli Senesi
- Colline Pisane
- Montalbano
- Montespertoli
- Rùfina

I disciplinari delle sottozone sono identici fra loro fatta esclusione per quello del Vin Santo Del Chianti Classico che presenta alcune leggerissime differenze (vedi la relativa voce). Quindi le differenze tra le sottozone sono esclusivamente espressione del terroir di produzione. Esistono anche due specificazioni aggiuntive: Occhio di Pernice e riserva. La prima implica l'uso di uve a bacca rossa e la seconda implica un maggiore invecchiamento.
| Max. prod. uva (t/ha)                      | 11,0  | 11,0  | 11,0  | 11,0  | 10,0  | 10,0  | 10,0  | 10,0  |
| Max. prod. uva (kg/ceppo)                  | 4,0   | 4,0   | 4,0   | 4,0   | 4,0   | 4,0   | 4,0   | 4,0   |
| Numero minimo ceppi/Ha                     | 4'000 | 4'000 | 4'000 | 4'000 | 4'000 | 4'000 | 4'000 | 4'000 |
| Contenuto zuccherino minimo delle uve in % | 26    | 26    | 26    | 26    | 27    | 27    | 27    | 27    |
| Età minima del vigneto (anni)              | 3     | 3     | 3     | 3     | 4     | 4     | 4     | 4     |
| Estratto secco minimo (g/l)                | 21    | 21    | 26    | 26    | 21    | 21    | 26    | 26    |
| Acidità volatile massima (per mille)       | 1,6   | 1,6   | 1,6   | 1,6   | 1,6   | 1,6   | 1,6   | 1,6   |
| Titolo alcolometrico minimo (%)            | 15,5  | 15,5  | 16,5  | 16,5  | 16,0  | 16,0  | 17,0  | 17,0  |
| Invecchiamento minimo vino (mesi)          | 36    | 42    | 36    | 42    | 36    | 42    | 36    | 42    |

### Uve

#### Vin Santo del Chianti
- Trebbiano Toscano e Malvasia, da soli o congiuntamente, minimo 70%.
- Altre uve a bacca bianca o rossa raccomandati e/o autorizzati per le province di Firenze, Siena, Pistoia, Arezzo, Pisa e Prato fino ad un massimo del 30%

#### Vin Santo del Chianti Occhio di Pernice
- Sangiovese: minimo 50%.
- Altre uve a bacca bianca o rossa raccomandati e/o autorizzati per le province di Firenze, Siena, Pistoia, Arezzo, Pisa e Prato fino ad un massimo del 50%

### Appassimento
L'uva dopo aver subito un'accurata cernita, deve essere sottoposta ad appassimento
naturale, e può essere ammostata non prima del 1º dicembre dell'anno di raccolta e non oltre
il 31 marzo dell'anno successivo. L'appassimento delle uve deve avvenire in locali idonei per raggiungere un contenuto
zuccherino non inferiore al 26% per il «Vin Santo del Chianti» e per la tipologia «Occhio
di pernice» e al 27% per le relative sottozone; è ammessa una parziale disidratazione delle
uve con aria ventilata.

### Vinificazione e invecchiamento
La vinificazione e l'invecchiamento devono avvenire in
recipienti di legno (caratelli) di capacità non superiore ai 5 ettolitri. Dopo il periodo di
invecchiamento obbligatorio, può essere contenuto in altri recipienti.
L'immissione al consumo non può avvenire prima del 1º novembre del terzo anno successivo a
quello di produzione delle uve; per la specificazione aggiuntiva riserva l'immissione al consumo non può avvenire prima del 1º novembre del quarto anno successivo a quello di
produzione delle uve.

### Imbottigliamento
I vini a denominazione di origine controllata Vin Santo del Chianti anche
con il riferimento alle sottozone devono essere immessi al consumo esclusivamente in
bottiglie di capacità non superiore a 0,750 litri confezionate e sigillate con tappo di
sughero raso bocca.
È' consentito riportare in etichetta le qualificazioni secco, abboccato, amabile, dolce,
nel rispetto della normativa comunitaria.
Sulle confezioni di questi vini deve risultare obbligatoriamente
l'indicazione dell'annata di produzione delle uve.

## Abbinamenti consigliati
È consigliato un abbinamento con dei Biscotti secchi.

## Produzione
| Produzione 2004 (Fonte: Unione Italiana Vini) | Produzione 2004 (Fonte: Unione Italiana Vini) | Produzione 2004 (Fonte: Unione Italiana Vini) | Produzione 2004 (Fonte: Unione Italiana Vini) |
|                                               | Vin Santo del Ch.                             | Vin Santo del Ch. O. di Pernice               |                                               |
| --------------------------------------------- | --------------------------------------------- | --------------------------------------------- | --------------------------------------------- |
| Superficie di riferimento in ha               | 98,26                                         | 2,48                                          |                                               |
| Produzione uva in q                           | 6'634,72                                      | 145,23                                        |                                               |
| Produzione vino in hl                         | 2'242,98                                      | 50,36                                         |                                               |